# Romantismo sombrio

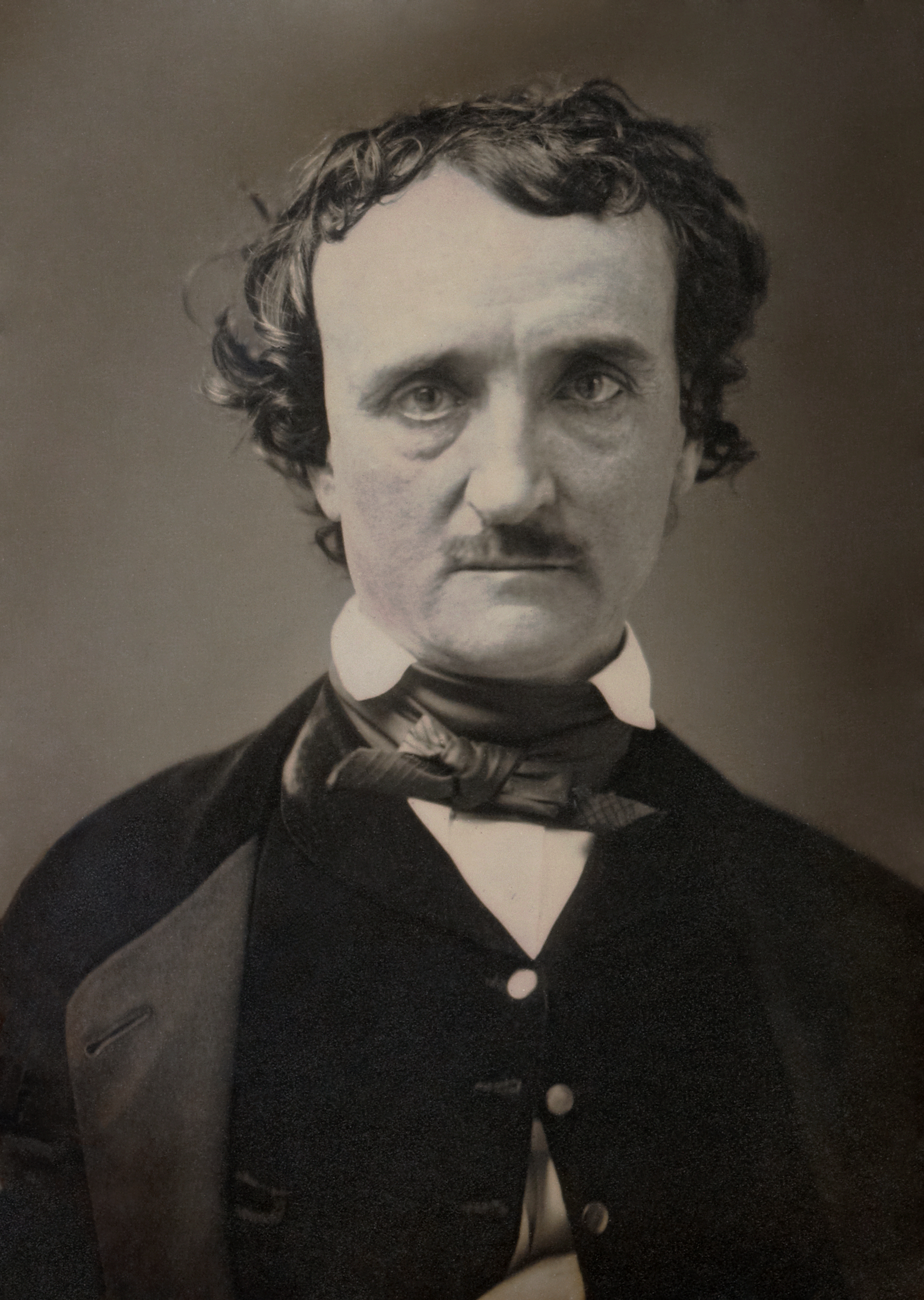
Edgar Allan Poe, um dos mais famosos autores do romantismo sombrio

Romantismo sombrio (em inglês: Dark Romanticism) é um subgênero literário do romantismo, refletindo a fascinação popular com o irracional, o demoníaco e o grotesco. Muitas vezes confundido com a literatura gótica, tem sombreado o eufórico movimento romântico desde seus inícios no século XVIII. Edgar Allan Poe é frequentemente celebrado como um dos supremos expoentes da tradição. O romantismo sombrio foca na falibilidade humana, autodestruição, julgamento, punição, bem como os efeitos psicológicos da culpa e do pecado.

## Contexto histórico
O termo "Romantismo" se origina de uma palavra latina chamada "romant", que significa "à maneira romana". Não só se tornou um estilo icônico de arte, mas também afetou a literatura e a música. Foi impulsionado em emoções e imaginação, em vez de ciência e racionalidade. O movimento romântico começou na Europa no final do século XVIII e migrou para a América no início do século XIX. Entre 1830 e 1865, os autores do Romantismo americano foram os mais produtivos. Dentro do Romantismo, surgiram dois subgêneros conflitantes: os otimistas que acreditavam na virtude e na espiritualidade humanas formaram o movimento transcendentalista, enquanto os pessimistas que aceitaram a falibilidade humana e nossa propensão ao pecado formaram o movimento romântico sombrio. Os românticos sombrios foram atraídos para o lado ruim da verdade espiritual, o lado escuro da alma humana. Os puritanos tinham vindo para o país para escapar da perseguição, mas os românticos sombrios impuseram seus próprios padrões de religião e sociedade (governo) aos outros, criticando aqueles que não se conformavam. Esses escritores estavam interessados nas falhas humanas, na autodestruição, na imoralidade e nos perigos da reforma social.

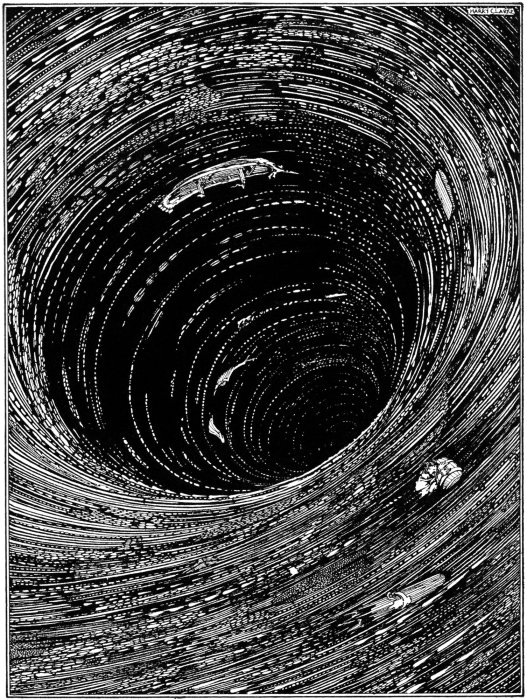
Illustração para a história de Edgar Allan Poe por Harry Clarke (1889-1931), publicado em 1919.

Os Estados Unidos haviam se estabelecido como uma nação independente e estava lutando com questões como a moralidade da escravidão, reformas sociais e direitos das minorias. Abraham Lincoln ascendeu à autoridade como líder do país, falando em uma linguagem expressiva, mas básica e grosseira, que abarcava os fracassos, triunfos e tragédias do país. Sua falibilidade era bastante semelhante à dos autores do Romantismo Sombrio, que produziram suas maiores obras pouco antes da Guerra Civil Americana e suas feias consequências na era da Reconstrução. The Scarlet Letter foi publicado em 1850, mesmo ano em que a Fugitive Slave Act foi aprovada pelo Congresso. Um ano depois, Moby-Dick; or, The Whale foi publicado.

## Definições
A celebração de euforia e sublimidade do Romantismo tem sempre sido perseguida por uma igualmente intensa fascinação com a melancolia, insanidade, crime e atmosfera sombria, com as opções de fantasmas e ghouls, o grotesco, e o irracional. O nome “Romantismo Sombrio” foi dado para esta forma pelo teórico literário Mario Praz em seu longo estudo do gênero publicado em 1930, The Romantic Agony.
De acordo com o crítico G. R. Thompson, "os românticos sombrios adaptaram imagens do mal antropomorfizado na forma de Satanás, demônios, fantasmas, lobisomens, vampiros, e ghouls" como emblemáticos da natureza humana. Thompson resume as características do subgênero, escrevendo:
A inabilidade do homem caído para compreender totalmente os lembretes assombrosos de outro reino sobrenatural que ainda parecia não existir, a constante perplexidade de fenômenos inexplicáveis e vastamente metafísicos, uma propensão para escolhas morais aparentemente perversas ou más que não tiveram nenhuma firma ou medida fixa ou regra, e um senso sem nome de culpa combinado com uma suspeita que o mundo externo foi uma projeção delusiva da mente--estes foram os grandes elementos na visão do homem que os românticos sombrios opuseram para a corrente dominante do pensamento romântico.

### Exemplo de citação do romantismo sombrio
"Canibais? Quem não é um canibal? Eu lhe digo que será mais tolerável para o Fejee que salgou um missionário magro em seu porão contra uma fome que se aproxima; será mais tolerável para aquele Fejee previdente, digo eu, no dia do julgamento, do que para ti, gourmand civilizado e esclarecido, que pregas gansos no chão e festejas com seus fígados inchados em teu patê de fois gras." -- Moby Dick: or The Whale de Herman Melville

## Características
Para entender completamente a ideia de romantismo sombrio, devemos reconhecer os atributos que vêm com a obra de arte para que possamos identificá-los. As características que definem o romantismo sombrio são questionar a perfeição natural do homem, acreditando que o homem nunca pode ser perfeito, que o homem nunca terá perfeição. As pessoas começaram a ter uma perspectiva menos convencional da religião, a prestar mais atenção às catástrofes e a deixar a investigação de realidades terríveis em sua vida cotidiana.
Além disso, as noções mais populares são de que os humanos estão naturalmente sujeitos ao pecado e à destruição, que as pessoas nunca podem escapar do pecado ou ser resgatadas dele, e que as pessoas podem destruir a sociedade, as religiões e a si mesmas.

## Impacto de artistas
Solidão e tristeza, desejo e morte, a obsessão pelo horror e o absurdo dos sonhos são temas explorados na obra. Artistas como Salvador Dalí, René Magritte, Paul Klee e Max Ernst continuaram a pensar nesse espírito ao longo do século XX. O Romantismo Sombrio surgiu como uma reação ao Iluminismo, à Revolução Industrial e à racionalização generalizada, enfatizando a emoção crua, experiências estéticas puras e outros tipos de emoção extrema.

### Artistas

#### Johann Heinrich Fuseli

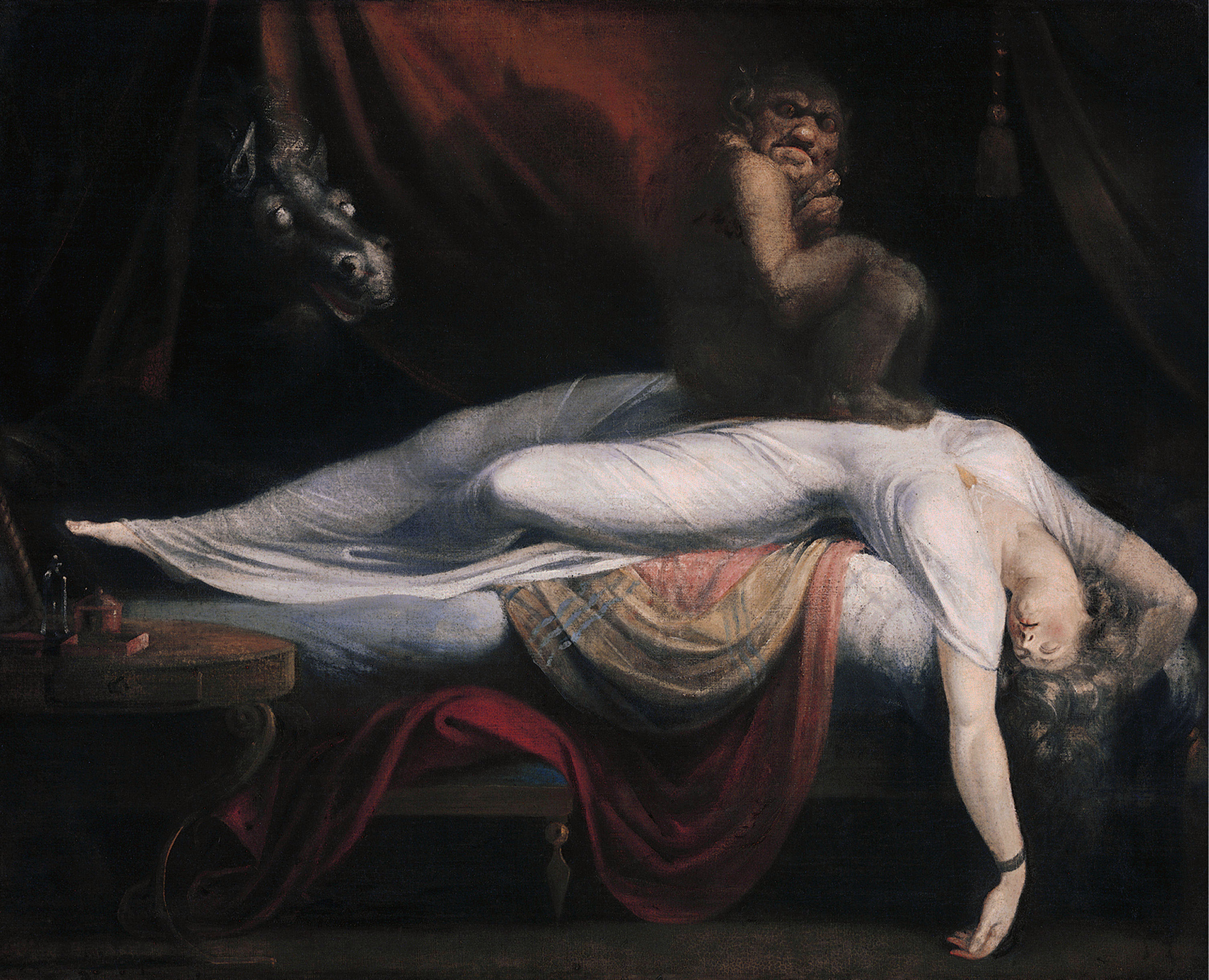
1790-91, Pintura a óleo, 77 x 64 cm, Goethe-Museum, Frankfurt

Na Suíça, Johann Heinrich Fuseli havia estudado para ser um pregador evangélico. Ele produziu um emblema do Romantismo Sombrio com sua arte. Esta peça abre a exposição, que se estende por dois níveis do espaço de exposições temporárias. A aparição do íncubo e do cavalo lascivo em um cenário situado no presente chocou muito os contemporâneos de Fuseli. Além disso, os requisitos do voyeur eram atendidos pelo material erótico-compulsivo e demoníaco, além do ambiente triste.

#### William Blake

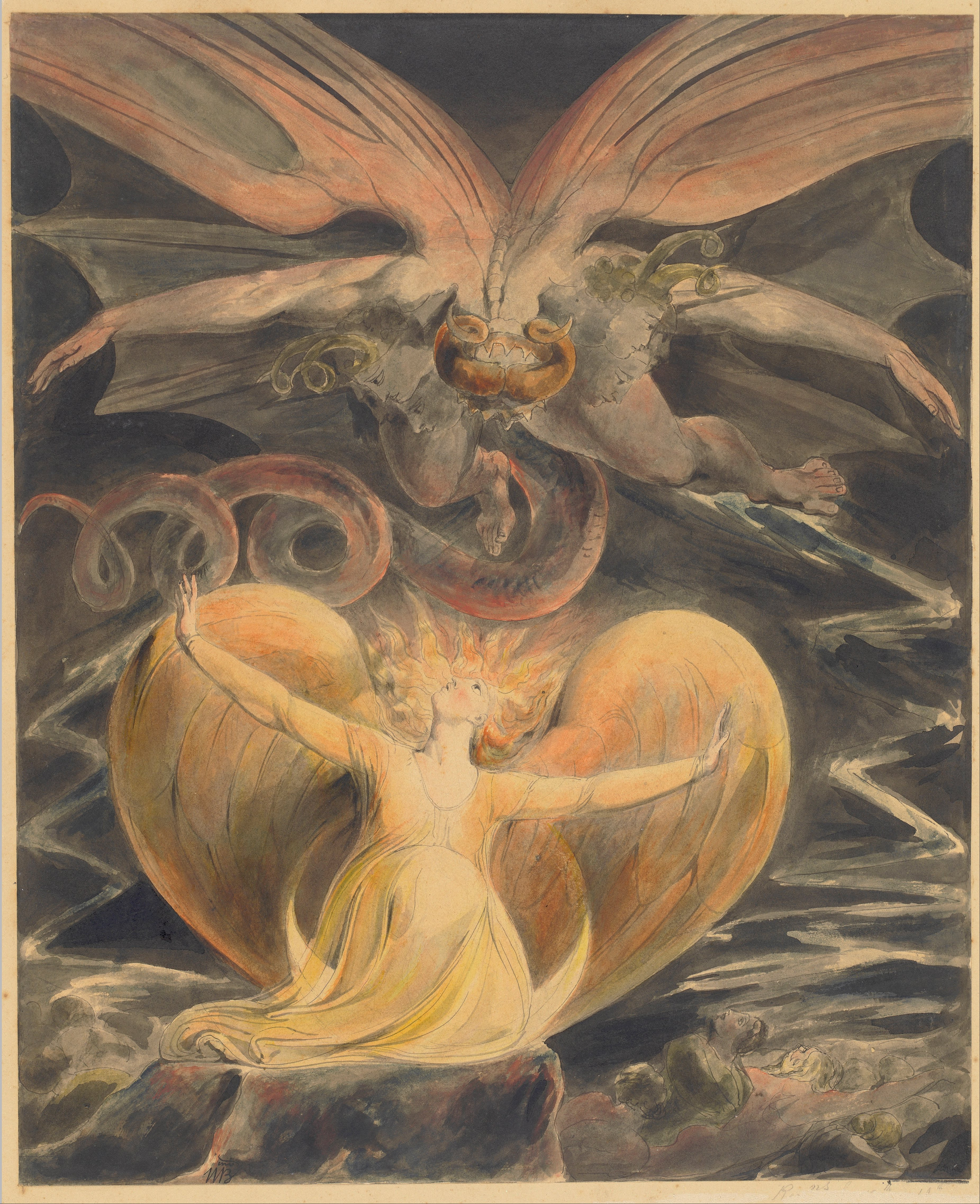
The Great Red Dragon and the Woman Clothed with the Sun, c. 1803-1805, Aquarela, grafite e linhas incisas, 43.7 x 34.8 cm, Brooklyn Museum, Gift of William Augustus White

Esta pintura reflete o conflito entre o bem e o mal, a miséria e a luxúria, a luz e as trevas e outros aspectos de sua obra. A linguagem pictórica única de Fuseli impactou vários pintores, incluindo William Blake, cuja famosa aquarela The Great Red Dragon está em exibição no Museu do Brooklyn.

#### Francisco Goya

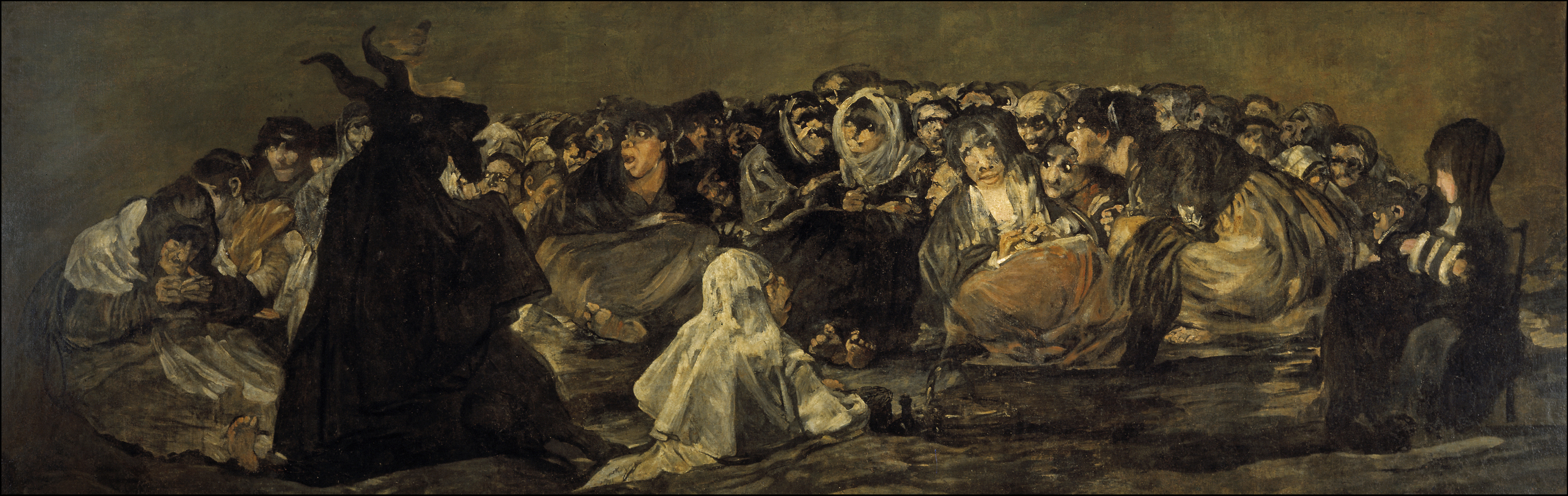
Witches' Sabbath, 1821–1823. Óleo sobre parede de gesso, transferido para tela; 140.5 × 435.7 cm (56 × 172 in). Museo del Prado, Madrid

Um dos indivíduos mais significativos da pintura espanhola foi Francisco Goya. Foi também um precursor do Romantismo na criação da apreciação artística contemporânea, quer ao nível da substância das suas pinturas, com o aprofundamento da realidade e das referências ao reino dos sonhos, quer ao nível da sua técnica inovadora. Sua arte expressa suas próprias visões inovadoras, opondo-se ao academicismo e aos tópicos estabelecidos. Goya se caracterizou como um estudante de Velázquez, Rembrandt e da natureza, adquirindo o gosto pela cor delicadamente sombreada aplicada em camadas de Velázquez, uma preferência por cenários escuros e enigmáticos de Rembrandt e uma infinita diversidade de formas da natureza; uns bonitos, outros feios.

#### John Constable

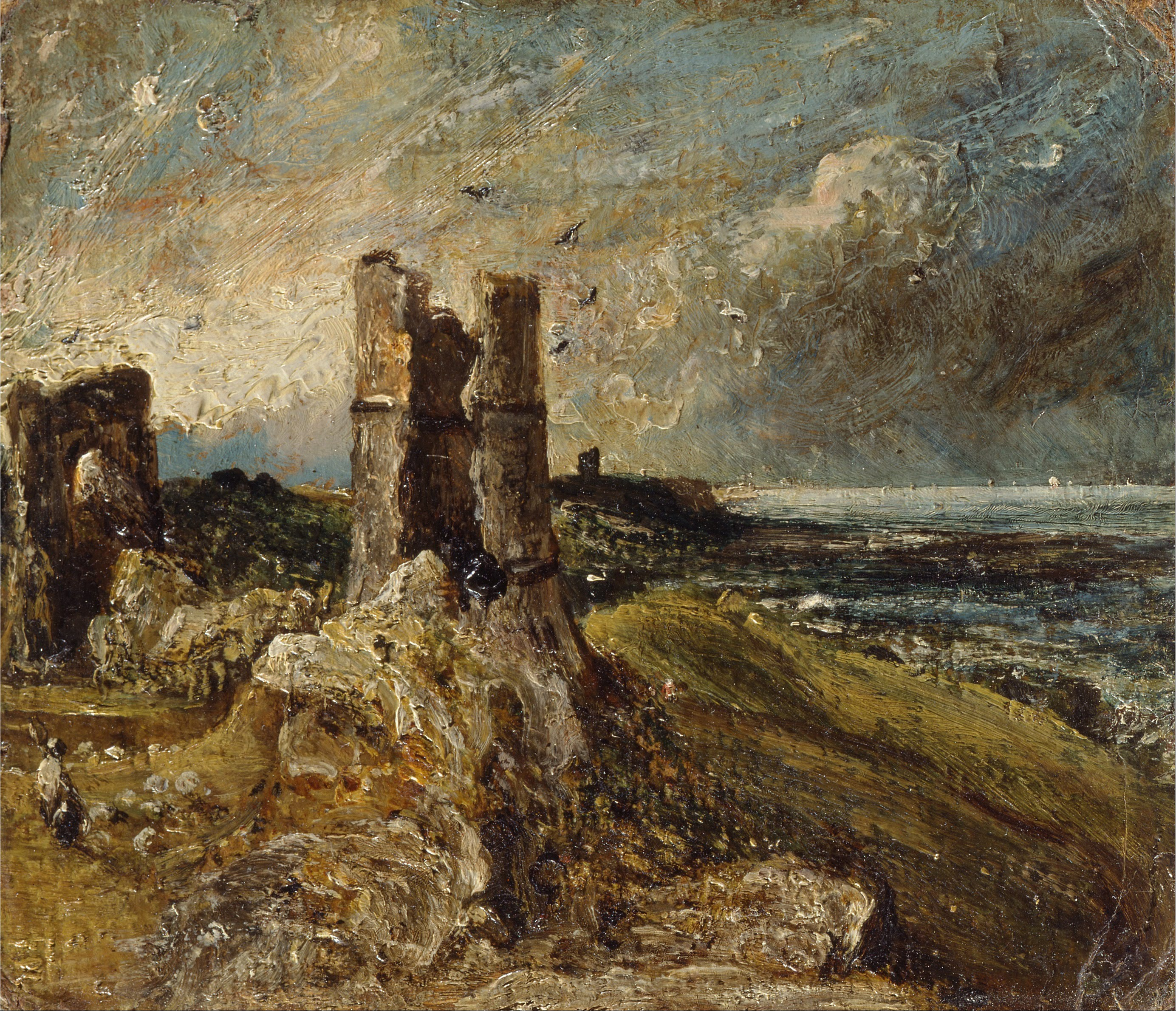
John Constable, Esboço para ‘Hadleigh Castle’ c.1828–9, 1226 × 1673 mm, Pintura a óleo sobre tela, Londres, Tate Gallery

O objetivo das pinturas de paisagem de John Constable era representar a natureza com honestidade, transmitir sua beleza e simplicidade sem se tornar pretensioso. Ele não é a personificação da paixão, poesia ou tristeza da natureza. Ele achava que sua vida e arte estavam em ruínas, então procurou um vislumbre de seu próprio espírito na natureza, que descobriu em uma paisagem sombria do Castelo Hadleigh em Essex.

#### Eugène Delacroix

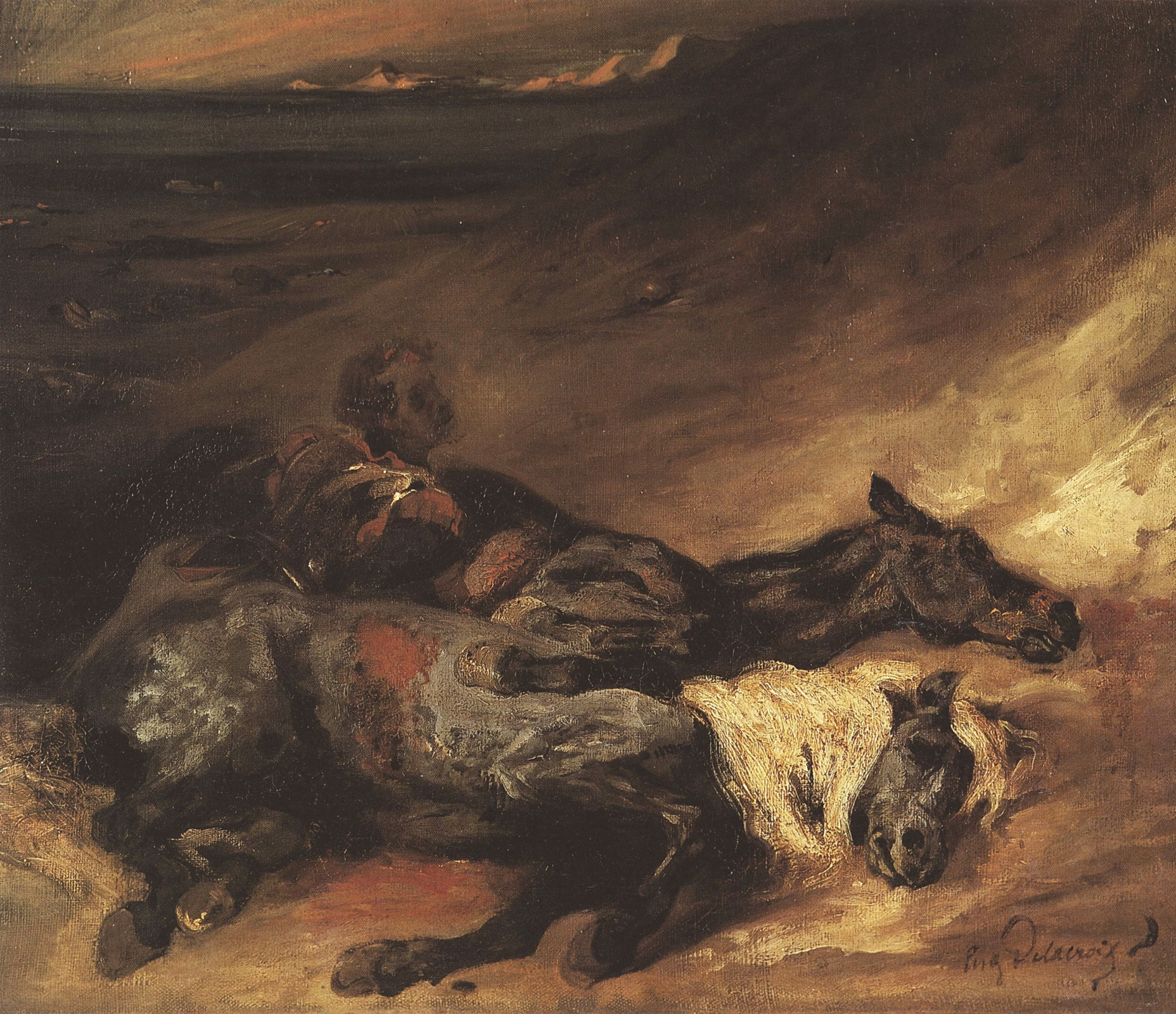
Eugène Delacroix, Evening after a battle, óleo sobre tela, c.1825, height: 48 cm (18.8 in) ; width: 56 cm (22 in)

Delacroix é geralmente considerado como o fundador do movimento romântico na pintura francesa ao longo do século XIX. Sua técnica de pintura - cheia de pinceladas ricas, agitadas e palpitantes de cores vibrantes - expressava a preocupação do movimento com a emoção, o exotismo e o sublime, e sua vida e obra incorporavam a preocupação do movimento com a paixão, o exotismo e o sublime.

## Linha do tempo
- O Renascimento americano foi entre 1840-1860. Isso incluiu o Romantismo Sombrio e o Transcendentalismo.
- Uma vez que permitia o estudo de ideias, escrita e tópicos sombrios, o Romantismo Sombrio teve um enorme efeito na literatura americana.
- O Romantismo Sombrio começou como uma resposta ao movimento transcendental de meados do século XIX. Esta foi uma mudança mental no pensamento do rígido pensamento religioso puritano/anglo-saxão para um ponto de vista sombrio e imoral. As pessoas estavam desinteressadas em otimismo quando consideravam seu pecado e a natureza humana.
- Autores e artistas não tiveram medo de expressar seu lado sinistro. Os autores começaram a investigar a natureza perversa do homem antes mesmo de 1840.
- 1809 - Nasce Edgar Allan Poe em Boston, Massachusetts. Poe é provavelmente um dos escritores mais influentes desta época. Seus temas enfocavam o pecado humano e o mal no homem.
- Herman Melville - outro escritor influente, mas ele é completamente diferente em sua escrita de Poe e Hawthorne. Seus temas se concentram nas "verdades das bordas irregulares"
- De 1840 ao final da década de 1870, o Romantismo Sombrio dominou a literatura e a arte.
- O elemento primário empregado foi o simbolismo. Eles simbolizariam o lado ruim do homem e "estudariam as dificuldades da natureza humana". Os artistas procuraram mostrar como o mal, em vez da virtude, consome as pessoas e como os atos individuais levam à autodestruição.[22]

## Movimentos no século XVIII e XIX em diferentes literaturas nacionais
Elementos do romantismo sombrio eram uma possibilidade perene dentro do mais amplo movimento internacional, o Romantismo, em ambas literatura e arte.

### Alemanha
Como o romantismo em si, o romantismo sombrio indiscutivelmente começou na Alemanha, com escritores tais como E.T.A. Hoffmann, Christian Heinrich Spiess e Ludwig Tieck – embora suas ênfases na alienação existencial, o demoníaco no sexo, e o estranho, fossem compensadas ao mesmo tempo, pelo culto mais caseiro de Biedermeier.
Como o romance gótico, Schwarze Romantik é um gênero baseado no lado aterrorizante da Idade Média e frequentemente apresenta os mesmos elementos (castelos, fantasmas, monstros, etc.). No entanto, os elementos-chave do Schauerroman são a necromancia e as sociedades secretas, e é notavelmente mais pessimista do que o romance gótico britânico. Todos esses elementos são a base para o romance inacabado de Friedrich von Schiller, Der Geisterseher (1786–1789). O motivo das sociedades secretas também está presente em Horrid Mysteries (1791–1794) de Karl Grosse e em Rinaldo Rinaldini, the Robber Captain de Christian August Vulpius (1797). O romance Hermann of Unna de Benedikte Naubert (1788) é visto como muito próximo do gênero Schauerroman.
Outros primeiros autores e obras incluíram Christian Heinrich Spiess, com suas obras Das Petermännchen (1793), Der alte Überall und Nirgends (1792), Die Löwenritter (1794), e Hans Heiling, vierter und letzter Regent der Erd- Luft- Feuer- und Wasser-Geister (1798); o conto de Heinrich von Kleist, "Das Bettelweib von Locarno" (1797); e de Ludwig Tieck, Der blonde Eckbert (1797) e Der Runenberg (1804).

#### Jüngere Romantik
Durante duas décadas, o autor mais famoso da literatura gótica na Alemanha foi o polímata E. T. A. Hoffmann. Seu romance Die Elixiere des Teufels (1815) foi influenciado por The Monk de Lewis e até o menciona. O romance também explora o motivo do Doppelgänger, o termo cunhado por outro autor alemão e apoiador de Hoffmann, Jean Paul, em seu romance humorístico Siebenkäs (1796–1797). Além de Hoffmann e de la Motte Fouqué, três outros autores importantes da época foram Joseph Freiherr von Eichendorff (Das Marmorbild, 1818), Ludwig Achim von Arnim (Die Majoratsherren, 1819), e Adelbert von Chamisso (Peter Schlemihls wundersame Geschichte, 1814). Depois deles, Wilhelm Meinhold escreveu The Amber Witch (1838) e Sidonia von Bork (1847). A última obra do escritor alemão Theodor Storm, The Rider on the White Horse (1888), usa motivos e temas góticos.

### Grã-Bretanha
Autores britânicos tais como Lord Byron, Samuel Taylor Coleridge, Mary Shelley, e John William Polidori, que são frequentemente ligados para ficção gótica, são também por vezes referidos como românticos sombrios. Seus contos e poemas comumente apresentam párias da sociedade, tormento pessoal e incerteza como para saber se a natureza do homem irá trazer para ele salvação ou destruição. Alguns autores vitorianos de ficção de horror inglesa, como Bram Stoker e Daphne du Maurier, seguem nesta linhagem.

### Estados Unidos
A forma americana desta sensibilidade centra sobre os escritores Edgar Allan Poe, Nathaniel Hawthorne, e Herman Melville. Como opostos para as crenças perfeccionistas do transcendentalismo, esses contemporâneos mais sombrios enfatizaram a falibilidade humana e propensão para o pecado e autodestruição, bem como as dificuldades inerentes em tentativas de reforma social.

### França
A literatura fantástica do século XIX após 1830 foi dominada pela influência de E. T. A. Hoffmann, e depois pela de Edgar Allan Poe. Autores franceses tais como Jules Barbey d'Aurevilly, Charles Baudelaire, Paul Verlaine e Arthur Rimbaud ecoaram os temas sombrios encontrados na literatura alemã e inglesa. Baudelaire foi um dos primeiros escritores franceses para admirar Edgar Allan Poe, mas essa admiração ou mesmo adulação de Poe tornou-se muito difundida nos círculos literários franceses no final do século XIX.

## Influência no século XX
Romances existenciais do século XX têm também sido ligados para o romantismo sombrio, como também tem os romances espada e feitiçaria de Robert E. Howard.

## Criticismo
Northrop Frye apontou para os perigos de fazer do mito demoníaco do lado escuro do romantismo como parecendo "para fornecer todas as desvantagens da superstição com nenhuma das vantagens da religião".

## Temas
A lista dos seguintes principais temas do romantismo sombrio ocorre na ordem do degrau aproximado de restrição de "leves" (acima) para "fortes" (abaixo).
- Sehnsucht, Fenstermotiv, Fernweh, Escapismo, Wandermotiv, Wanderlust, Sonambulismo
- Natureza (Ex. trilhas de caminhadas, montanhas, cavernas, águas profundas, florestas escuras, clareiras isoladas; mas também animais emblemáticos, plantas e fenômenos naturais como neblina, luar, tempestades)
- Noite
- Muros (Ex. castelos, châteaus assombrados, monastérios, masmorras, adegas abobadadas, criptas, casas assombradas, ruínas artificiais, arquitetura arruinada, cemitérios, Scheinfriedhof)
- O mal
- Igreja, Teologia, Religião, mas também dúvidas religiosas e Filosofia
- Fantástico
- Criaturas lendárias (Ex. elfos, fadas, fantasmas, Wiedergänger, demônios, transmorfos)
- Doppelgänger
- Femmes fatales
- Pseudociência, Parapsicologia, Alquimia, Magia, Necromancia, Ocultismo, Satanismo, Bruxaria, Magnetismo
- Parafilia Erótica, Sadomasoquismo, Perversão
- Drogas (Ex. álcool, ópio, morfina, extratos de cogumelos, elixires animais)
- Pesadelo, Sonho e Realidade
- Melancolia, Depressão, Resignação, Desespero, Todessehnsucht
- Histeria, Possessão espiritual, Loucura
- Decadência
- Suicídio
- Morte